# Sants Just i Pastor de Pedrinyà
L'església de Sants Just i Pastor de Pedrinyà es troba al costat de la gran masia de Can Teixidor de Pedrinyà, veïnat de masies disperses a l'extrem nord del municipi de Crespià. És una obra protegida com a bé cultural d'interès local.

## Història

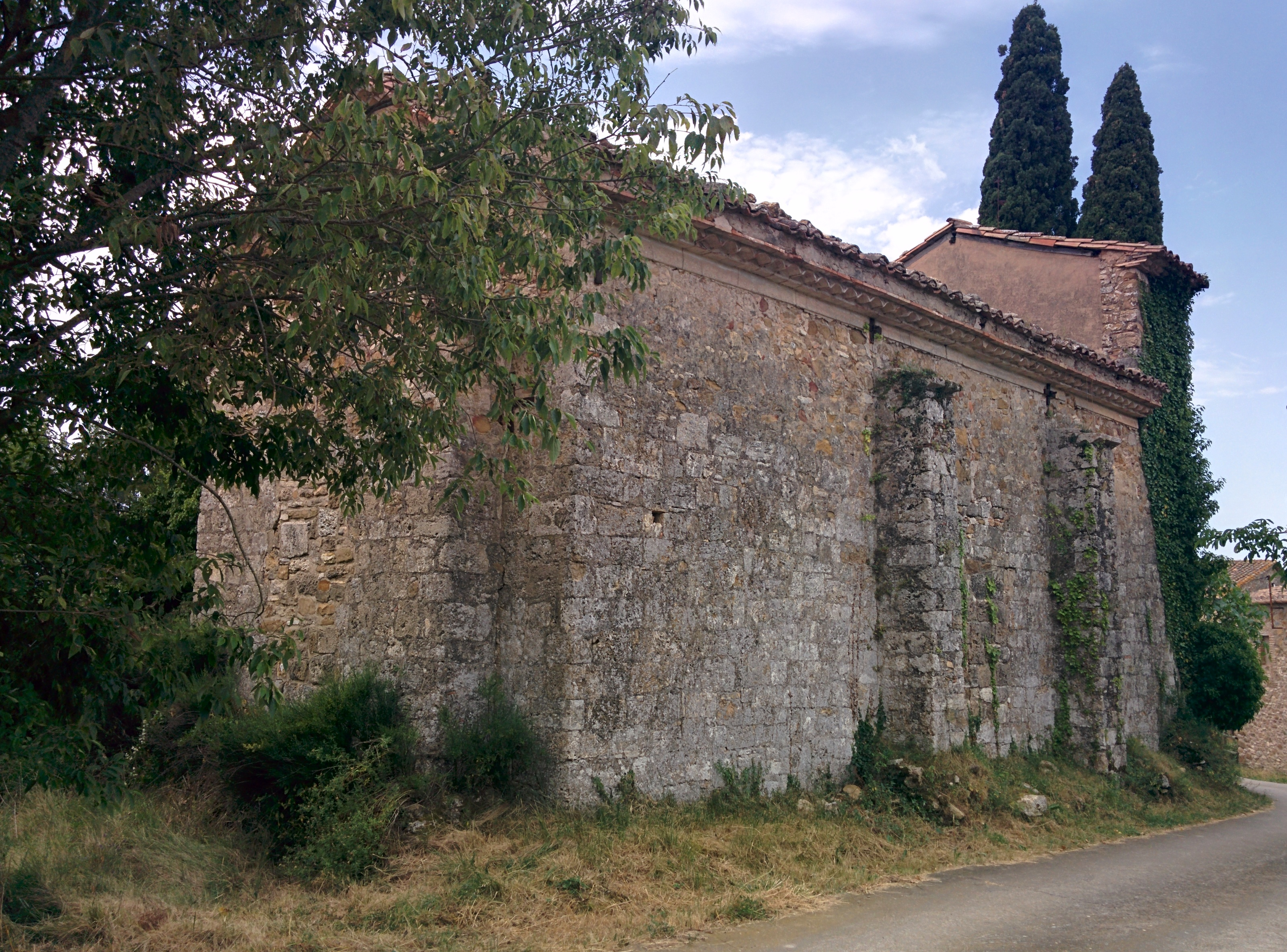
Capçalera rectangular a llevant (2015)

El terme de Pedrinyà és esmentat en el document de dotació del monestir de Sant Pere de Besalú pel comte bisbe Miró entre els límits de llevant d'uns alous centrats al lloc de Fares: «a part orientis in ipso fisco que dicunt Juncarias, vel in termino de Petriniano...». L'any 1151 «Pedriano» figura entre els llocs on el comte de Besalú tenia el dret de percebre usatges i lleudes. En els documents dels anys 1236, 1275 i 1289 hi ha notícies de la casa de l'Hospital de Pedrinyà. L'any 1257 el rei Jaume I concedí un privilegi al bisbe Pere de Castellnou pel qual els homes de Dosquers, Pedrinyà i Crespià no havien de pledejar a la cúria reial de Besalú, privilegi confirmat pels reis Alfons III entre el 1285 i el 1291 i Alfons IV l'any 1332. El lloc és esmentat com pertanyent a la parròquia de Crespià, per exemple, en un document de l'any 1337 segons el qual, Ramon de Coromina, de Pedrinyà, parròquia de Crespià, va fer reconeixement d'ésser home propi del bisbe.
L'església de Pedrinyà degué haver estat sempre una sufragània de la parroquial de Santa Eulàlia de Crespià.

## Arquitectura

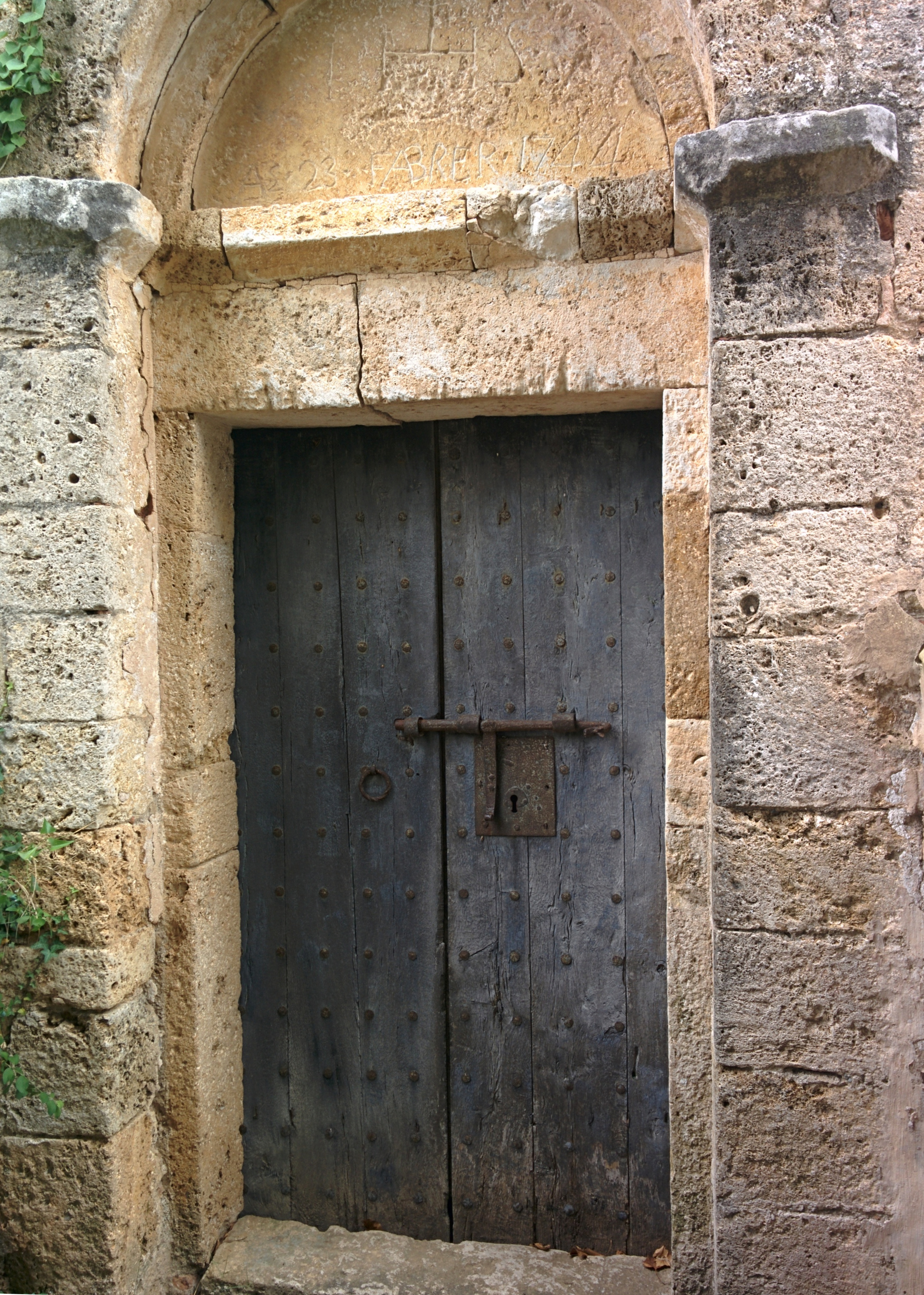
Façana de ponent amb portal d'arc de mig punt, llinda i timpà llis, monolític (2015)

Edifici d'una nau i capçalera rectangular a llevant, amb una destacada espadanya sobre el frontis on hi ha dues obertures per la ubicació de les campanes. Als laterals hi ha dos contraforts a la façana nord i la sagristia que sobresurt a la façana sud. És una construcció postmedieval que conserva elements del temple anterior. L'element més notable d'època romànica és la portada al frontis, façana oest. És una obertura de doble arc de mig punt en degradació amb llinda i un timpà llis, monolític. Les dovelles són amples i curtes. Al nivell d'arrencada dels arcs hi ha unes impostes que enllacen amb un ressalt horitzontal que corre entre la llinda i el timpà i crea una motllura bisellada. Tots els elements d'aquesta portada són ben tallats i polits, de pedra calcària; la seva tipologia és molt corrent al romànic evolucionat, de caràcter rural, difosa sobretot per les contrades pirinenques i pre-pirinenques, des del Ripollès al litoral. Aquestes obertures es troben en edificis datats als segles xii i xiii. A la façana hi ha una finestra romànica de doble esqueixada i arcs de mig punt tallats en un sol carreu i el parament, que es pot veure en els llocs on ha caigut l'arrebossat, fet de carreus grans i ben escairats, sembla tot ell pertànyer a la mateixa època que les obertures.